# Nosema apis
Espèce
Nosema apis est une microsporidie du genre Nosema infectant les abeilles, responsable, comme Nosema ceranae, de la nosémose.

## Prévention
- En cas d'hivernage à l'extérieur, la ruche devrait être orientée vers le sud et protégée des vents froids[2].
- En saison de production, préférer des sites secs et ensoleillés[2].
- Renouveler la reine tous les 2 ans afin qu'elle soit toujours jeune et vigoureuse[2].
- Maintenir des réserves suffisantes de pollen et de sirop[2].
- Un renouvellement régulier des cadres de hausse à couvain peut être envisagé, en visant un remplacement de la totalité selon un cycle de 3 ans[2].
- Désinfecter le matériel (irradiation, paraffine, brûlage, eau de javel...)[2].

## Traitement
Le traitement à la fumagilline (vendue sous le nom de Fumidil B) empêche la reproduction des spores dans l'estomac de l'abeille mais ne détruit pas les spores. Le traitement à la fumagilline est interdit en Europe, y compris en France depuis 2002, en raison de l'absence de limite maximale de résidus dans le miel. Une désinfection des rayons et du matériel est recommandée en cas d'épidémie importante car les spores permettent une réinfection plus d'un an après leur excrétion.